# 神谷転
神谷 転（かみや うたた、寛政6年（1794年） - 天保14年10月26日（1843年12月17日））は、江戸時代の但馬国出石藩藩士。仙石道之助の家来・神谷七五三の弟。江戸三大騒動の1つ仙石騒動に関わる人物で、騒動を扱った講談などでは「忠臣」として描かれる。
出石藩の大老仙石左京が、我が子・小太郎に主家を継がせようと企み、主人の仙石政美に毒を盛ったが、忠臣である神谷転の忠義によって危うく難を逃れる。しかし転は無実の罪で追放され、政美の病死後、忠臣・河野瀬兵衛は追放された後、江戸で捕われ処刑される。転は江戸で左京の陰謀を阻止しようとするが、左京の依頼で動いた町奉行所に捕縛される。転は虚無僧になっていたことから寺社奉行に吟味を依頼、事実が明らかにされ、左京たちは処罰されるというのが、「仙石騒動」の筋書きとそれに登場する転の関わりである。

## 略歴
前藩主・仙石政美の側近だったが、文政6年（1823年）に政美に罷免される。騒動が起きた当時は、江戸で仙石氏の同族の仙石久祇（仙石弥三郎）の用人を務めていた。
天保4年（1833年）、仙石左京が藩を乗っ取ろうとする陰謀を企んだとして国許にいる河野瀬兵衛と協力し、左京を弾劾する上書をもって幕府老中や仙石支族に訴えるが、誣告だとして瀬兵衛は追放に処せられる。瀬兵衛は天保5年（1834年）に但馬生野で捕らえられ、翌天保6年（1835年）7月に処刑。
左京は転を国許に召喚しようとするが、危険を感じた転は藩邸を出奔し、柔術家渋川伴五郎の斡旋で下総国小金（千葉県松戸市小金）の一月寺へ逃げ込み、普化僧（虚無僧）となって友鵞（ゆうが）と名乗る。この時、友鵞は上総国三黒村（千葉県君津郡袖ヶ浦町三黒）にあった松見寺という寺の看主になる。
天保6年（1835年）4月20日、左京からの依頼で、江戸町奉行筒井政憲は転を配下の役人に捕縛させる。友鵞（転）は虚無僧になっていたことから、一月寺は彼の身柄を引き渡すよう6月21日・7月9日・同21日の3度にわたって願書を出して要請するが却下される。しかし、このままでは瀬兵衛同様に処刑され左京の糾弾も叶わなくなることから、友鵞（転）は寺社奉行に申し立てたいことがあると主張したため、この件は寺社奉行の担当となる。友鵞（転）は松平備中守（正義）（上総国大多喜藩、2万石）家来の御預けとなり、瀬兵衛の上書を得た寺社奉行が老中に伺を出した。そして寺社奉行の脇坂安董により吟味が進められた結果、仙石左京は獄門となったほか、左京派の者たちもそれぞれ処分を受けた。
転は騒動の終了後、藩に戻って家老になったとも、松見寺に虚無僧として留まったとも伝わる。
天保14年（1843年）10月26日死去。享年50。墓所は目黒区永隆寺。